# Gosen-Neu Zittau
Gosen-Neu Zittau (lågsorbiska: Góźna-Nowy Žytawa) är en kommun i Tyskland, belägen i Landkreis Oder-Spree i förbundslandet Brandenburg, omedelbart öster om Berlins stadsgräns.
Kommunen bildades genom sammanslagning av de två kommunerna Gosen och Neu Zittau år 2003, och har cirka 3 400 invånare.  Den ingår i kommunalförbundet Amt Spreenhagen, och administreras som del av detta.  

## Geografi
Kommunen ligger omkring 25 kilometer öster om Berlins centrum, söder om floden Spree vid Oder-Spreekanalen.

### Administrativ indelning
Kommunen indelas administrativt i fyra Ortsteile (kommundelar):
- Gosen
- Neu Zittau
- Burig
- Steinfurt

## Byggnadsminnen och sevärdheter

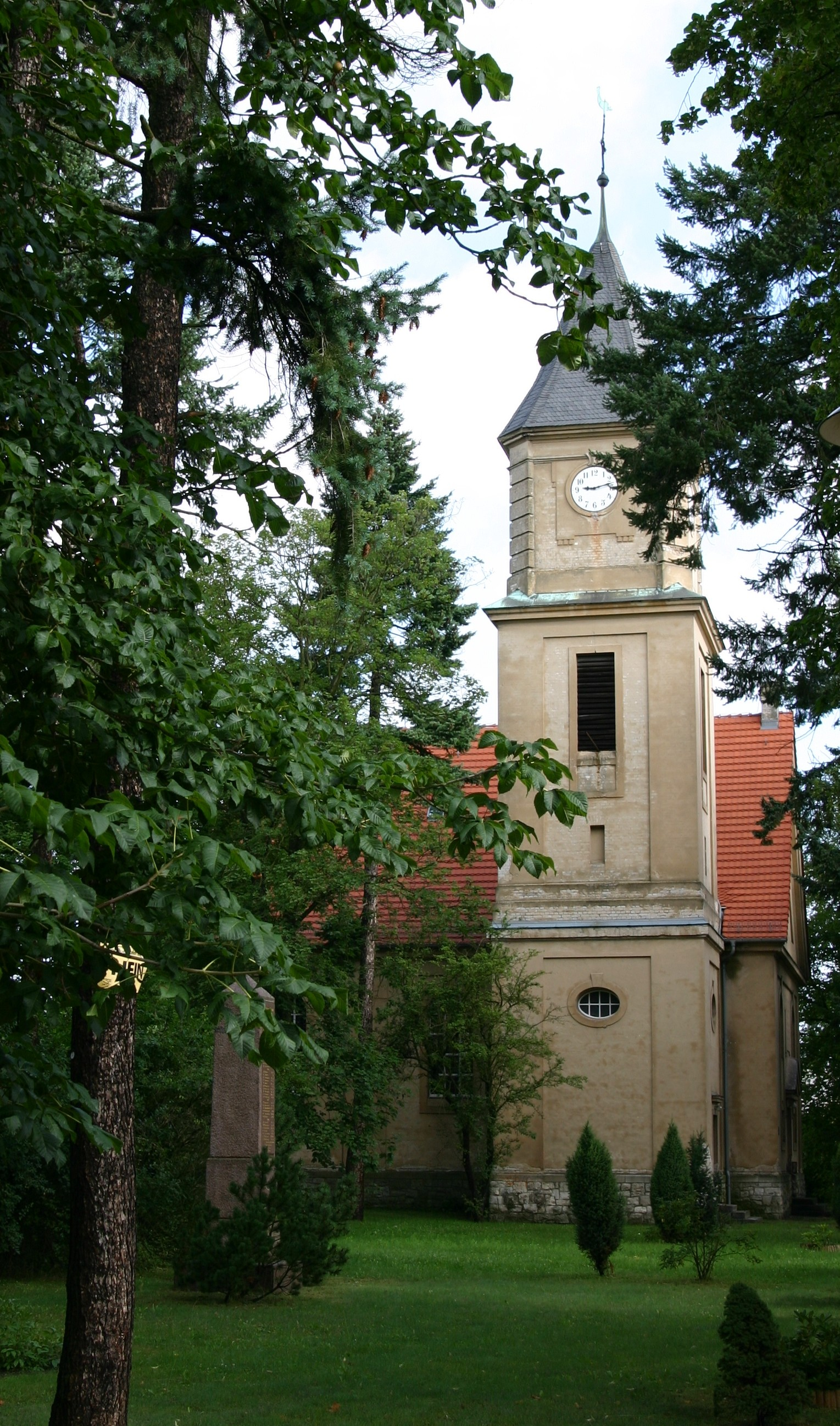
Gosens bykyrka
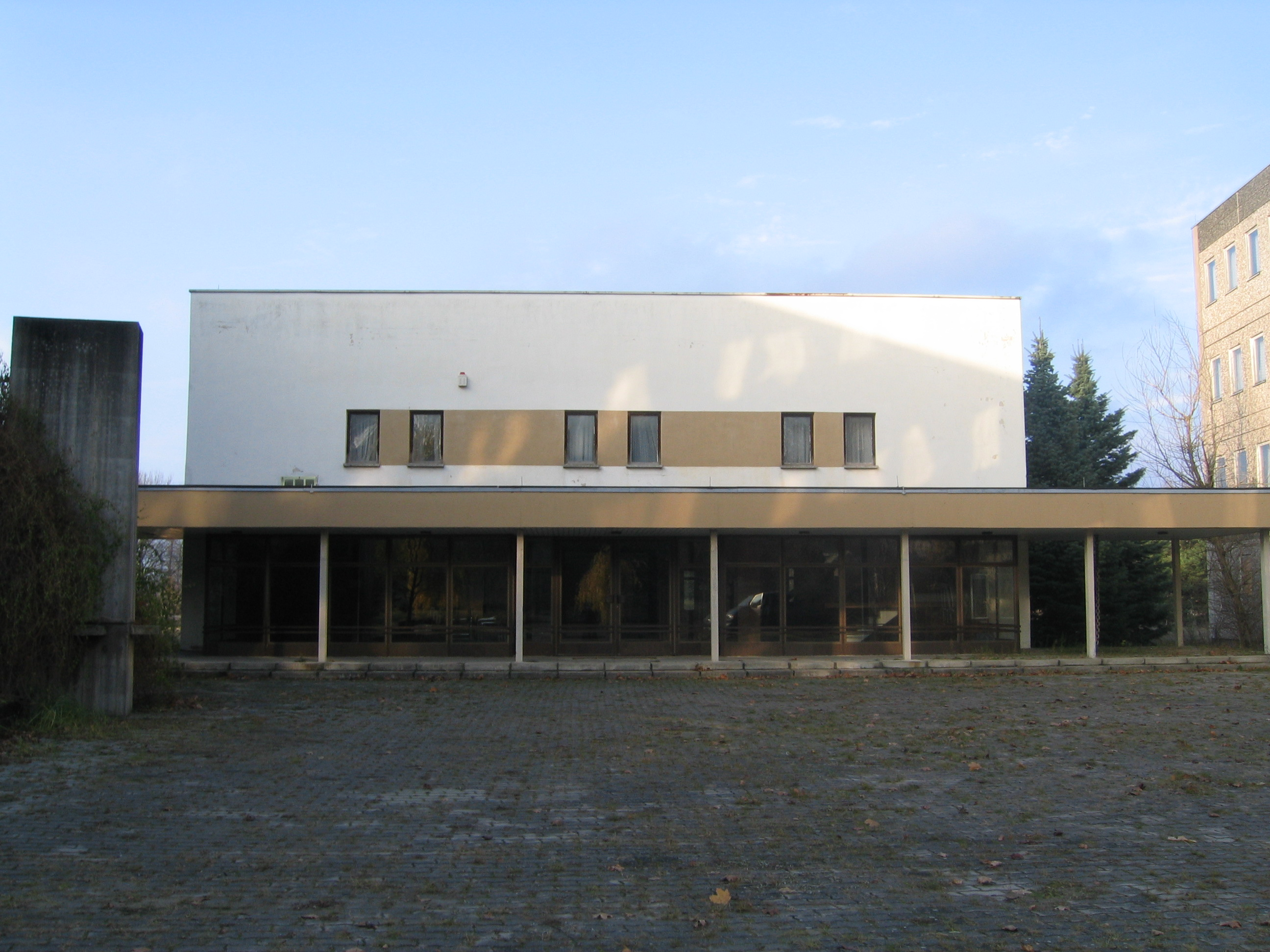
Tidigare utbildningsanläggning för DDR:s underrättelsetjänst